# Пантелеева, Наталья Эдуардовна
Ната́лья Эдуа́рдовна Пантеле́ева (род. 18 августа 1983, Дзержинск, Горьковская область), в замужестве Гла́дикова — российская легкоатлетка, специалистка по бегу на средние дистанции. Выступала за сборную России по лёгкой атлетике во второй половине 2000-х годов, обладательница серебряной медали чемпионата Европы в помещении в Бирмингеме, финалистка чемпионата мира в Осаке, рекордсменка мира, многократная призёрка первенств национального значения. Представляла Московскую и Нижегородскую области. Мастер спорта России международного класса.

## Биография
Наталья Пантелеева родилась 18 августа 1983 года в городе Дзержинске Горьковской области.
Занималась бегом под руководством тренеров В. М. Евстратова, А. И. Баганова, А. В. Абрамова Выступала за спортивное общество «Динамо».
Впервые заявила о себе в лёгкой атлетике в сезоне 2005 года, выиграв бронзовую медаль в дисциплине 2 км на весеннем чемпионате России по кроссу в Жуковском. Попав в состав российской национальной сборной, выступила на молодёжном чемпионате Европы в Эрфурте, где в финале бега на 1500 метров финишировала пятой.
В 2006 году на чемпионате России в Туле стала серебряной призёркой в беге на 1500 метров, уступив на финише только Елене Соболевой.
На зимнем чемпионате России 2007 года в Волгограде в беге на 1500 метров финишировала второй позади Олеси Чумаковой, также в составе сборной Московской области победила в женской эстафете 4 × 800 метров, установив при этом мировой рекорд в данной дисциплине — 8:18,54. На последовавшем чемпионате Европы в помещении в Бирмингеме стала серебряной призёркой на дистанции 1500 метров, уступив на финише только польке Лидии Хоецкой. На летнем чемпионате России в Туле обошла всех своих соперниц в дисциплине 1500 метров и завоевала золото, после чего отправилась представлять страну на чемпионате мира в Осаке — здесь с результатом 4:07,82	расположилась в итоговом протоколе соревнований на девятой строке (впоследствии в связи с дисквалификацией Юлии Фоменко и Елены Соболевой переместилась на седьмую строку).
В 2008 году на зимнем чемпионате России в Москве в составе команды Московской области выиграла бронзовую медаль в программе эстафеты 4 × 800 метров.
На чемпионате России по эстафетному бегу 2009 года в Сочи со сборной Нижегородской области победила в шведской эстафете 800 + 400 + 200 + 100 метров, а также в эстафете 4 × 800 метров.
В 2010 году на весеннем чемпионате России по кроссу в Жуковском финишировала второй в дисциплине 2 км, пропустив вперёд только Екатерину Мартынову.
Приходится младшей сестрой титулованной дзюдоистке и сумоистке Светлане Пантелеевой.